# Małgorzata Kozłowska-Wojciechowska
Małgorzata Zofia Kozłowska-Wojciechowska (ur. 15 maja 1951 w Warszawie, zm. 1 stycznia 2024 w Tomaszowie Mazowieckim) – polska lekarka, profesor nauk medycznych, specjalistka chorób wewnętrznych, gastroenterologii, edukacji żywieniowej i dietetyki, wykładowczyni Warszawskiego Uniwersytetu Medycznego.

## Życiorys
Małgorzata Kozłowska-Wojciechowska ukończyła studia na Wydziale Lekarskim Akademii Medycznej w Warszawie. Uzyskała specjalizację chorób wewnętrznych (1982 – I st., 1987 – II st.) i gastroenterologii (1992). W 1984 obroniła doktorat z nauk medycznych Wpływ Klofibratu na lipoproteidy surowicy u pacjentów z hyperlipoproteidemią samoistną (promotor – Wiktor Szostak). W 2006 habilitowała się w dziedzinie nauk medycznych, specjalność dietetyka, na Pomorskiej Akademii Medycznej w Szczecinie, przedstawiając dzieło Rola steroli roślinnych we wczesnej profilaktyce chorób układu krążenia. Badania nad nowymi mechanizmami działania. W 2012 otrzymała tytuł profesora nauk medycznych.
Karierę zawodową rozpoczęła w Instytucie Żywności i Żywienia w Warszawie, gdzie odbyła studia doktoranckie (1977–1980). Od 1979 do 1981 asystentka w Klinice Gastroenterologii i Przemiany Materii Centrum Medycznego Kształcenia Podyplomowego pod kierunkiem Edwarda Rużyłły. Od 1981 do 1993 asystentka w Klinice Chorób Metabolicznych i Gastrologii IŻŻ pod kierunkiem Jana Dzieniszewskiego w Szpitalu Bródnowskim. Równolegle w latach 1983–1986 internistka w Kosmetyczno-Lekarskiej Spółdzielni Pracy „IZIS”. Od 1991 do 1996 dyrektorka ds. profilaktyki IŻŻ. Konsultantka w Poradni Gastroenterologicznej Kliniki Chorób Metabolicznych i Gastrologii IŻŻ w Szpitalu Bródnowskim (1992–2004), kierowniczka Zakładu Upowszechniania Wiedzy o Żywności i Żywieniu IŻŻ (1992–2003), kierowniczka Zespołu ds. Realizacji Projektów Badawczych (2004–2005), konsultantka chorób wewnętrznych i gastrologii w Przychodni Specjalistycznej MEDICENTER Fundacji Polsko-Amerykańsko-Izraelskiej (od 2001). W 2006 rozpoczęła pracę w Katedrze Farmakognozji i Molekularnych Podstaw Fitoterapii Wydziału Farmaceutycznego Warszawskiego Uniwersytetu Medycznego; w 2010 została kierowniczką Zakładu Farmacji Klinicznej i Opieki Farmaceutycznej. W 2008 założyła i objęła kierownictwo studiów podyplomowych z „Psychodietetyki” na Uniwersytecie SWPS w Warszawie.
Wśród wypromowanych przez nią doktorów znalazły się: Magdalena Makarewicz-Wujec (2010), Anna Dworakowska (2014), Marta Polkowska (2018).

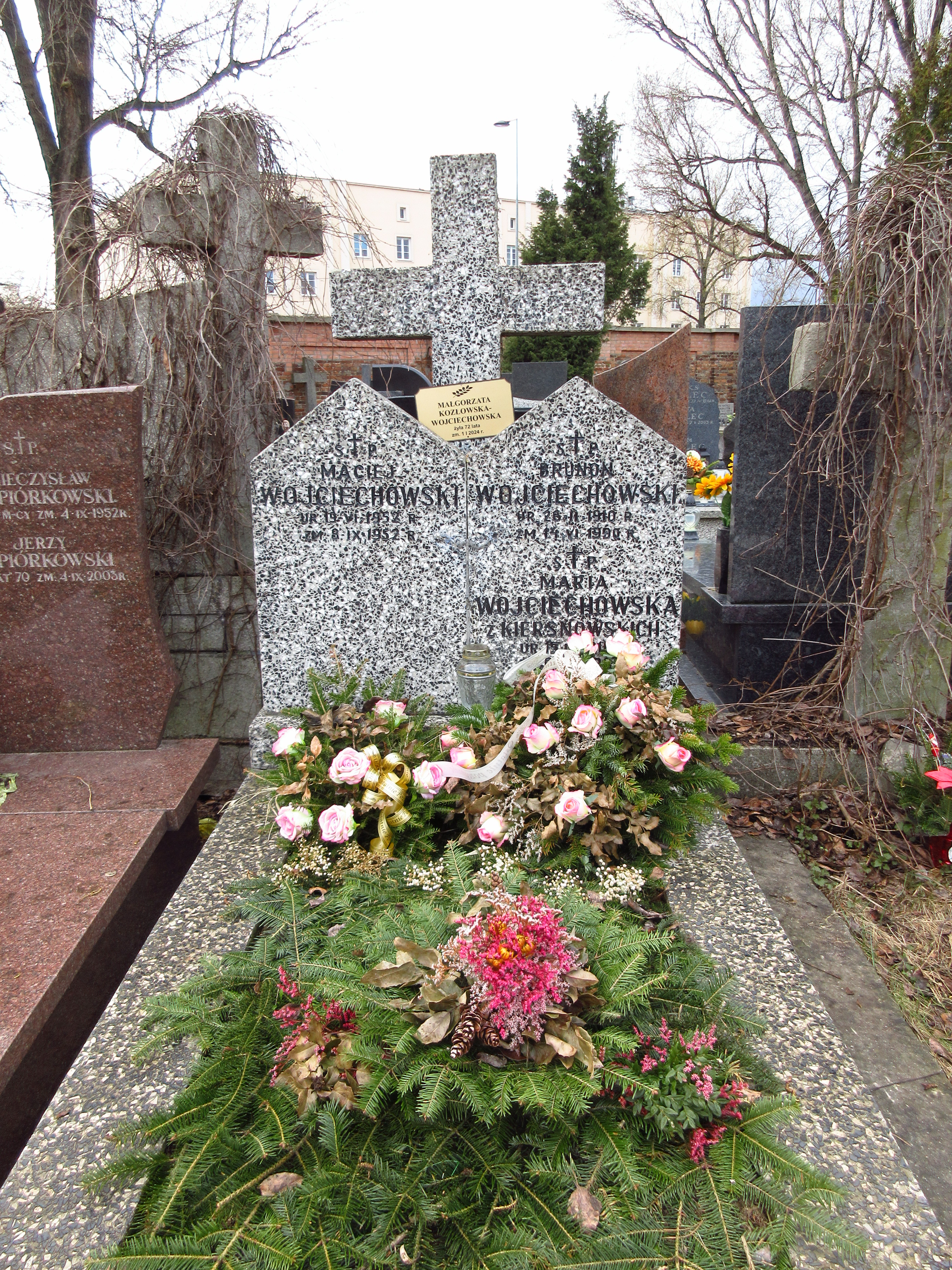
Grób Małgorzaty Kozłowskiej-Wojciechowskiej na Cmentarzu Bródnowskim.

Członkini m.in. Polskiego Towarzystwa Badań nad Miażdżycą (w tym przewodnicząca Warszawskiego Oddziału, od 1996 – trzy kadencje), Polskiego Towarzystwa Nauk Żywieniowych (od 1996), Polskiego Towarzystwa Dietetyki (członkini honorowa, 2004), Polskiego Towarzystwa Kardiologicznego (od 2000), Rady Sanitarno-Epidemiologicznej Głównego Inspektora Sanitarnego MZ (1991–1994), wiceprzewodnicząca Komisji Edukacji Żywieniowej Komitetu Żywienia Człowieka PAN (1993–2003), Komisji Medycznej Polskiego Komitetu Olimpijskiego (2005–2009), Komisji Egzaminacyjnej z chorób wewnętrznych przez Centrum Egzaminów Medycznych (2010).
Zaangażowana także w popularyzację nauki poprzez występy w audycjach radiowych, telewizyjnych i prasowych, publikacje książkowe, filmy edukacyjne oraz gry komputerowe. Występowała jako Profesor Zdrówko w programie TVN Style „Wiem, co jem”.
Córka Kazimierza i Niny. Jej mężem był Jacek Wojciechowski (1944-2024). Pochowana na cmentarzu Bródnowskim w Warszawie (kwatera 89D-1-25).

## Odznaczenia i wyróżnienia
- 1994 – odznaka honorowa „Za wzorową pracę w służbie zdrowia”[4]
- 1995 – odznaka honorowa „Zasłużony dla Polskiego Stowarzyszenia Diabetyków”[4]
- 1997 – pamiątkowy medal im. gen broni Józefa Hallera za zasługi dla promocji zdrowia Polskiego Czerwonego Krzyża[4]
- 2007 – nagroda naukowa indywidualna I st. rektora Akademii Medycznej w Warszawie[4]
- 2008, 2014, 2016 – nagrody zespołowe dydaktyczne I st. rektora Akademii Medycznej w Warszawie[4]
- 2011 – nagroda naukowa zespołowa II st. za współautorstwo cyklu prac dotyczących badań nad wpływem czynników dietetycznych na ryzyko progresji niewydolności serca i ryzyko udaru mózgu u młodych ludzi[4]
- 2011 – Złoty Krzyż Zasługi „za zasługi w działalności na rzecz rozwoju nauk medycznych”[4][12]
- 2015 – „Popularyzator Nauki 2015”, laureatka konkursu serwisu Nauka w Polsce, Ministerstwa Nauki i Szkolnictwa Wyższego oraz PAP[4]
- 2018 – „Osobowość 20-lecia: niefarmaceuta, który wpłynął na obraz polskiej farmacji” – nagroda plebiscytu czytelników farmacja.pl[13]

## Publikacje książkowe
- Małgorzata Kozłowska-Wojciechowska: Żyjmy w zdrowiu czyli Nowa piramida żywienia. Warszawa: Prószyński i S-ka, 2004, s. 83. ISBN 83-7337-695-X.
- Małgorzata Kozłowska-Wojciechowska: Rola steroli roślinnych we współczesnej profilaktyce chorób układu krążenia – badania nad nowymi mechanizmami działania. Szczecin: Wydawnictwo Pomorskiej Akademii Medycznej, 2005, s. 86. ISBN 83-89318-43-1.
- Małgorzata Kozłowska-Wojciechowska, Magdalena Makarewicz-Wujec: Terapia żywieniowa chorych na mukowiscydozę. Poznań: Termedia Wydawnictwa Medyczne, 2009, s. 43. ISBN 978-83-62138-10-4.
- Małgorzata Kozłowska-Wojciechowska, Katarzyna Bosacka: Czy wiesz, co jesz? : poradnik konsumenta, czyli Na co zwracać uwagę, robiąc codzienne zakupy. Poznań: Publicat Wydawnictwo, 2010, s. 144. ISBN 978-83-245-1702-2.
- Małgorzata Kozłowska-Wojciechowska, Marcin Barylski: Estry etylowe wielonienasyconych kwasów tłuszczowych omega-3. Gdańsk: Wydawnictwo Via Medica, 2010, s. 79. ISBN 978-83-7555-181-5.
- Opieka farmaceutyczna. Małgorzata Kozłowska-Wojciechowska (red.). Warszawa: Dział Redakcji i Wydawnictw Warszawskiego Uniwersytetu Medycznego, 2017, s. 118. ISBN 978-83-7637-432-1.
- Farmakoterapia z naukową informacją o leku. Małgorzata Kozłowska-Wojciechowska (red.). Warszawa: Dział Redakcji i Wydawnictw Warszawskiego Uniwersytetu Medycznego, 2017, s. 111. ISBN 978-83-7637-415-4.